# Gmina Järfälla
Gmina Järfälla (szw. Järfälla kommun) – gmina w Szwecji, w regionie Sztokholm, z siedzibą w Jakobsberg. Inne miejscowości w Järfälla to Barkarby, Kallhäll, Skälby, Stäket i Viksjö.
Pod względem zaludnienia Järfälla jest 29. gminą w Szwecji. Zamieszkuje ją 61 564 osób, z czego 50,48% to kobiety (31 079) i 49,52% to mężczyźni (30 485). W gminie zameldowanych jest 4529 cudzoziemców. Na każdy kilometr kwadratowy przypada 1161,58 mieszkańca. Pod względem wielkości gmina zajmuje 282. miejsce.